# Coleophora versurella
Coleophora versurella é uma espécie de mariposa do gênero Coleophora pertencente à família Coleophoridae.